# Helvetesfallet

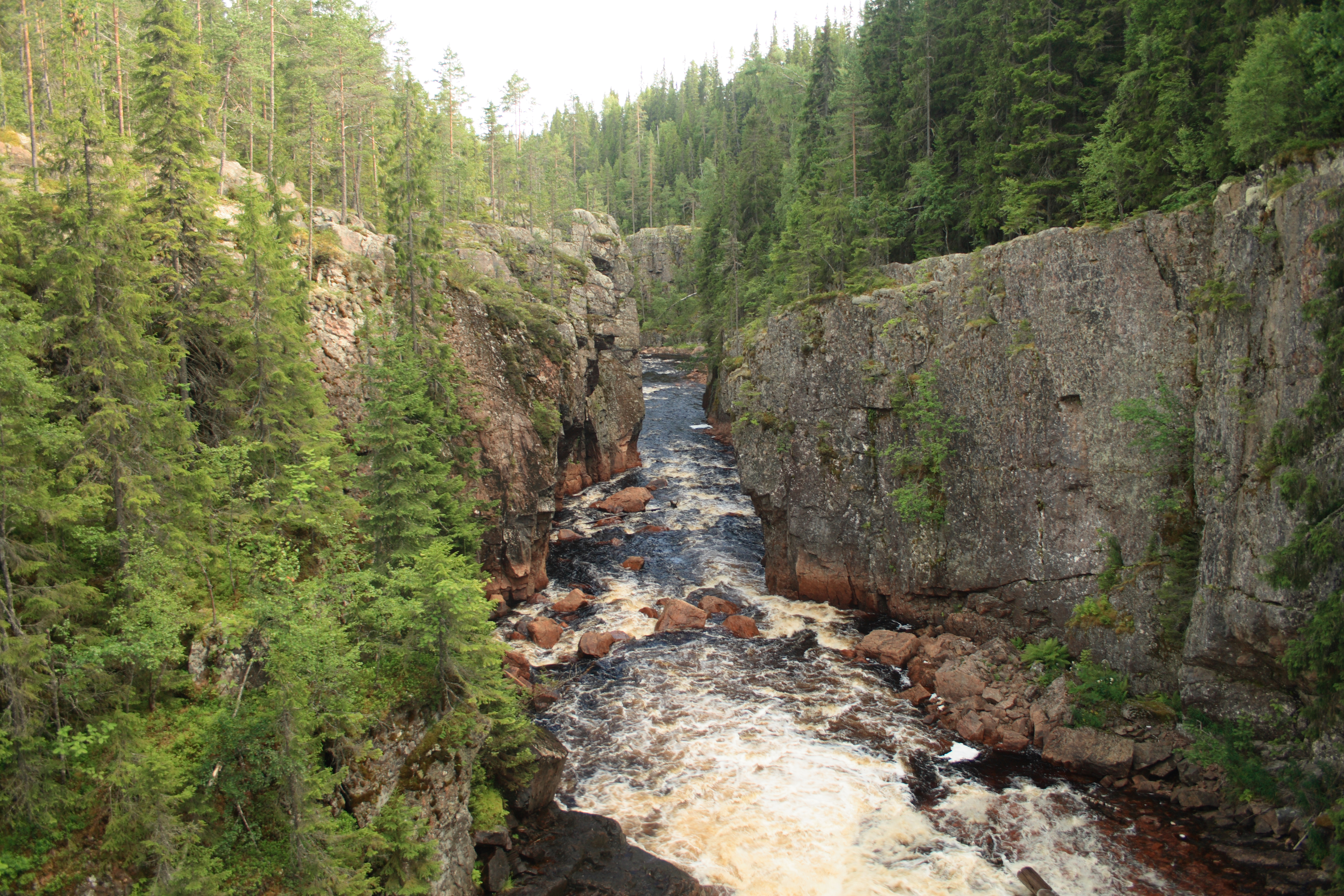
Helvetesfallet

Helvetesfallet är en kanjon som bildats av Ämån. Den har cirka 30 meter höga bergväggar. Rester finns att se från gamla flottningsanordningar. Helvetesfallet är beläget 25 kilometer norr om Orsa. 
Kanjonen är beväxt med orörd skog som hyser ett stort antal ovanliga växter. Här förekommer bland annat tuvbräcka, skogsklocka, flera hotade lavar, vedsvampar och mossor.